# Tateshina
Tateshina (立科町 Tateshina-machi?) es un pueblo en la prefectura de Nagano, Japón, localizado en la parte central de la isla de Honshū, en la región de Chūbu. El 1 de marzo de 2021 tenía una población estimada de 6678 habitantes y una densidad de población de 100 personas por km².

## Geografía
Tateshina se encuentra en la parte central de la prefectura de Nagano, el monte Tateshina se extiende en la frontera con Chino.

## Historia
El área del actual Tateshina era parte de la antigua provincia de Shinano, y Ashida-shuku se desarrolló como una estación del Nakasendō, una ruta que conecta Edo con Kioto en el período Edo. La villa de Ashida, Yokotori y Mitsuwa se crearon el 1 de abril de 1889. Estas tres aldeas se fusionaron para formar la villa de Tateshina el 1 de abril de 1955, que fue elevada al estatus de pueblo el 1 de octubre. 1953

## Demografía
Según los datos del censo japonés, la población de Tateshina se ha mantenido relativamente estable en los últimos 50 años.
| Gráfica de evolución demográfica de Tateshina entre 1960 y 2015 |
|                                                                 |
| Oficina de Estadísticas de Japón                                |